# University of Louisiana at Lafayette

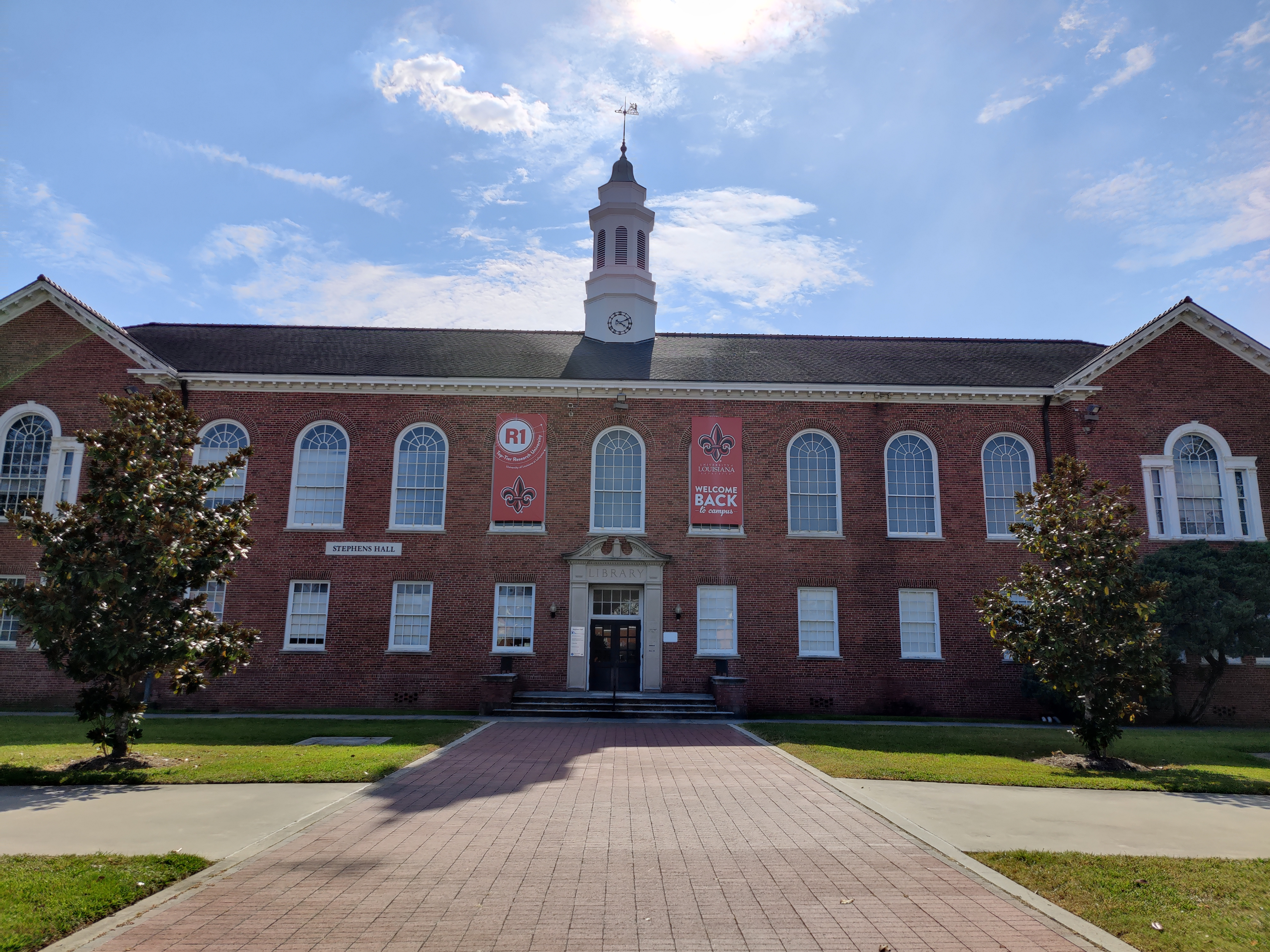
Stephens Hall, Bücherei der University of Louisiana at Lafayette

Die University of Louisiana at Lafayette (auch UL Lafayette, Louisiana-Lafayette oder UL genannt) ist eine staatliche Universität in Lafayette im US-Bundesstaat Louisiana. Mit 17.075 Studenten ist sie ist der größte und auch älteste Standort des University of Louisiana System. Sie ist die zweitgrößte Hochschule in Louisiana. Die Universität ist besonders bekannt für ihre Forschung und Lehre in den Bereichen Informatik sowie Evolutions- und Umweltbiologie.

## Geschichte
Die UL Lafayette wurde 1900 als Southwestern Louisiana Industrial Institute gegründet. 1921 wurde dieses in Southwestern Louisiana Institute umbenannt. 1960 erfolgte eine weitere Umbenennung in University of Southwestern Louisiana. Ihren heutigen Namen erhielt die Hochschule erst 1999.

## Sport
Die Sportteams der UL Lafayette sind als die Louisiana Ragin' Cajuns bekannt und nehmen an der Sun Belt Conference teil.

## Persönlichkeiten
- Kathleen Blanco (1942–2019) – Politikerin
- James Lee Burke (* 1936) – Schriftsteller
- Jake Delhomme (* 1975) – American-Football-Spieler
- Ron Guidry (* 1950) – Baseballspieler
- Elijah Mitchell (* 1998) – American-Football-Spieler
- Andrew Toney (* 1957) – Basketballspieler